# Белёвско-Козельская наступательная операция
Белёвско-Козельская операция — фронтовая наступательная операция войск левого крыла Западного фронта (10-я армия и 1-й гвардейский кавалерийский корпус), проводившаяся 20 декабря — 5 января 1942 года и являвшаяся частью Московской наступательной операции

## Замысел операции
План действий 1-го гвардейского кавалерийского корпуса П. А. Белова предусматривал следующие основные этапы: выйти к реке Ока и освободить город Одоево (20-22 декабря), форсировать Оку (22-24 декабря), овладеть Козельском и выйти в тыл противника в районе Юхнова (24-27 декабря).

## Ход операции
Во время первого этапа операции корпусу Белова удалось расширить разрыв между 2-й танковой армией и 43 армейским корпусом вермахта и выйти к реке Ока. Это привело к смещению командующего 2-й танковой армии Ганса Гудериана.
ф. Гальдер так описывал в своём дневнике 25 декабря 1941 года:

«На фронте группы армий „Центр“ этот день был одним из самых критических дней. Прорыв противника вынудил части 2-й армии отойти. Гудериан, не считая нужным посоветоваться с командованием группы армий, также отходит на рубеж Оки и Зуши. В связи с этим командование группы армий потребовало сейчас же сменить Гудериана, что фюрер немедленно выполнил. Командование 2-й танковой и 2-й армиями принимает Шмидт. На северный фланг 2-й танковой армии перебрасывается 4-я танковая дивизия 24-го моторизованного корпуса.»— Гальдер Ф. Указ. соч., с.149.
Г. Гудериан был отчислен в резерв, а войска 2-й танковой армии и 2-й полевой армии были объединены в армейскую группу генерала танковых войск Р. Шмидта.
На Козельск наступали 2-я гвардейская и 75-я кавалерийская дивизии. А 57-я и 41-я кавалерийские дивизии были направлены в обход Козельска на Мосальск.
28 декабря город Козельск был взят.
27 декабря советская 10-я армия (командующий Ф. И. Голиков) начала наступление на Белёв.
Старинный город с множеством каменных строений был дополнительно сильно укреплен ДЗОТами, блиндажами, пулеметными гнездами.
31 декабря город Белёв, хоть и с потерями, но был взят.
Тем временем стрелковые дивизии 10-й армии направились к Сухиничам. Здесь они столкнулись со свежей немецкой дивизией. Выбить её из Сухиничей не удалось, и она была блокирована в городе к 5 января.